# Marc Ysaye
Pour les articles homonymes, voir Marc et Ysaÿe.
Marc Ysaye, né le 3 janvier 1954 à Ixelles, est l'un des fondateurs et le batteur du groupe de rock belge Machiavel. Il a aussi été directeur et présentateur de la chaîne radio Classic 21 jusqu'à sa retraite en février 2019. Il entame en 2024 une carrière politique en rejoignant le Mouvement réformateur pour combattre le « wokisme » et est rapidement au cœur d'une polémique pour ses soutiens passés et récents à divers propos et personnalités d'extrême-droite.

## Biographie
Il est l'arrière-petit-fils d'Eugène Ysaÿe, violoniste et chef d'orchestre belge,.
Il est le père de Delphine Ysaye, alias « Delphine Pointbarre », humoriste, comédienne et animatrice sur Classic 21 et ancienne chroniqueuse du Jeu des dictionnaires et de La Semaine infernale sur La Première.

### Machiavel
En 1975, il fonde le groupe de rock Machiavel, dont il est le batteur. Il chante et compose des chansons pour ce groupe, jusqu'à la séparation du groupe en 1982.

#### Reformation de Machiavel
En 1996, Ysaye et ses comparses reforment Machiavel pour une tournée d'adieu, qui sera finalement un second souffle pour le groupe.

### RTBF
À la séparation de Machiavel, en 1982, il entre à la RTBF pour y rejoindre Radio 21. Le 3 janvier 1988, il crée pour cette radio l'émission dominicale qui deviendra vite incontournable, Les Classiques.
Marc Ysaye a été « voix d'or », prix radiophonique belge, dans les années 2000, alors qu'il présentait une émission matinale sur Radio 21. Il a aussi permis la découverte de groupes tels que Fred and the Healers.

### Classic 21
En 2004, alors qu'il est le directeur de Radio 21, la décision est prise de diviser la station en deux émanations distinctes : une pour le public jeune (Pure FM) et l'autre pour le public adulte (Classic 21). Cette dernière est axée sur son émission à succès, Les Classiques qu'il présente jusqu’au 18 décembre 2022, Dr Boogie et d'autres sur le même concept, donnant ainsi l'occasion d'élaborer d'autres émissions spécialisée (Brain Rock pour le rock progressif, DownTown etc.).

### Politique
En 2024, il est candidat du parti libéral francophone MR sur les listes du Hainaut, tant aux élections de juin qu’aux communales en octobre, pour combattre la « dictature des minorités » et le « wokisme ». 
À la suite de l'annonce de sa candidature, Marc Ysaye est au centre d'une polémique pour avoir soutenu, entre 2019 et novembre 2023, diverses publications de figures du Rassemblement national ou de Reconquête, partis d'extrême-droite français, comme Jean Messiha, Jordan Bardella, Damien Rieu ou Marion Maréchal,. Marc Ysaye conserve cependant le soutien de son président de parti Georges-Louis Bouchez.
En conséquence, Marc Ysaye fait l'objet d'un cordon sanitaire pour ses prises de positions. Son spectacle est déprogrammé du festival Paroles d’humains (Stavelot) qui a pour objectif de promouvoir et encourager une réflexion sur la défense des droits humains et des peuples,. Le café-théâtre schaerbeekois L'Os à Moelle, le cinéma Plaza à Hotton et le théâtre Marignan à Charleroi prennent la même décision d'annulation.
Pour le président du MR Georges-Louis Bouchez, il s'agit d'un procès politique. Il a l'intention d'interroger le parlement.

## Ouvrages
- Marc Ysaye, Les Classiques de Marc Ysaye. 21 ans de passion, Bruxelles, Racine, 2007 (ISBN 978-2873865467)
- Marc Ysaye, Making of la réalisation de 21 albums légendaires, Bruxelles, Le Cri, 2009 (ISBN 978-2871064992)

## Livres audios
- Marc Ysaye, Making of Vol.1, Bruxelles, Universal, 2017 (ISBN 978-2930914008)
- Marc Ysaye, Making of Vol.2, Bruxelles, Universal, 2017 (ISBN 978-2930914015)
- Marc Ysaye, Making of Vol.3, Bruxelles, Universal, 2017 (ISBN 978-2930914060)
- Marc Ysaye, Making of Vol.4, Long versions, Bruxelles, Universal, 2017 (ISBN 978-2930914077)